# Marella Discovery (schip, 1996)
Marella Discovery is sinds juni 2016 een cruiseschip dat voor TUI vaart. Ervoor heette het de Splendour of the Seas en was het van Royal Caribbean International.
De Splendour of the Seas was een schip van de Visionklasse. Dit schip is een evenbeeld van de Enchantment, Legend, Grandeur, Rhapsody en Vision of the Seas.

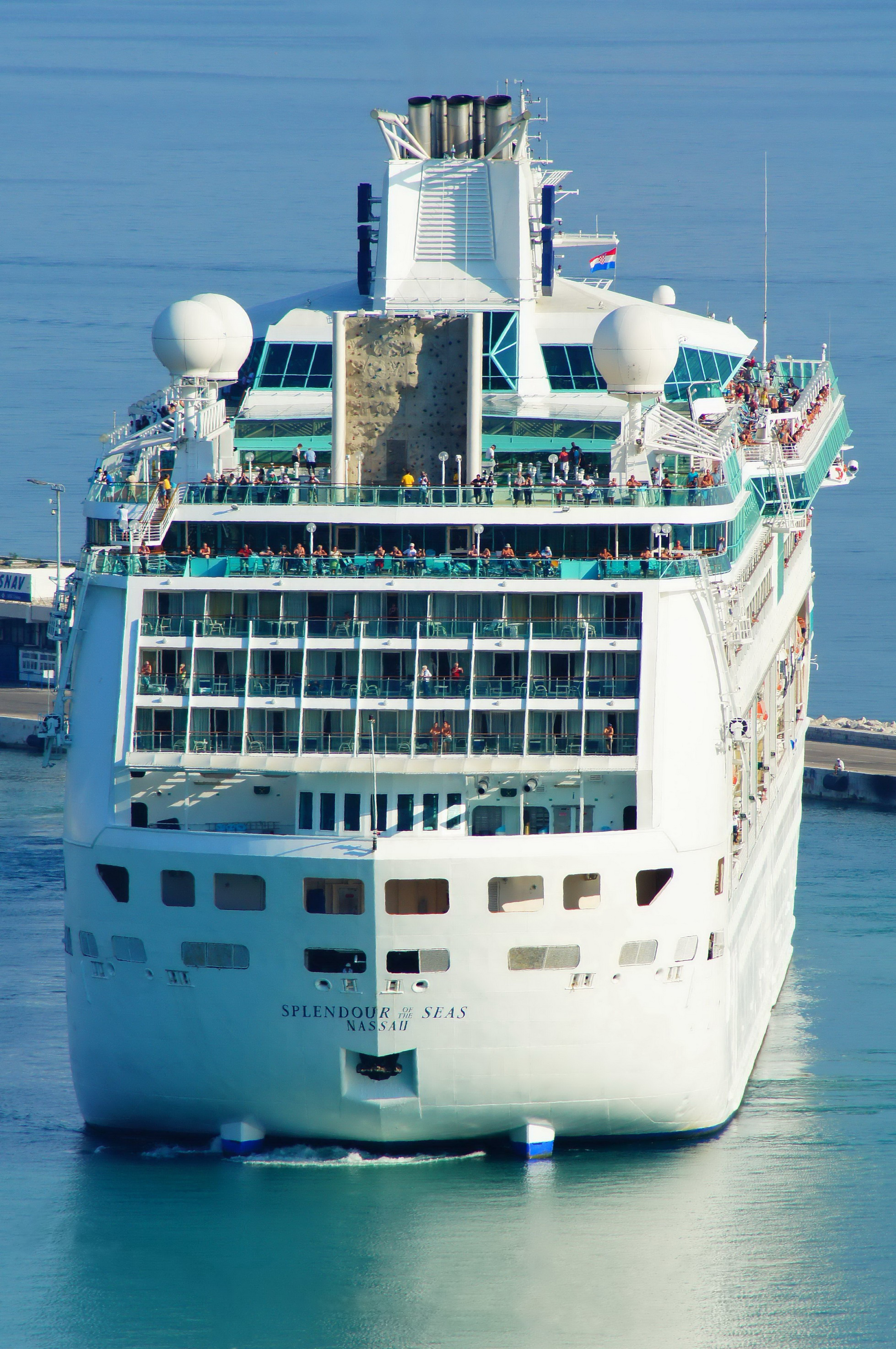
Achterkant van de Splendour of the Seas